# 大澤俊作
大澤 俊作（おおさわ しゅんさく）は、日本の歴史作家。福岡県福岡市出身。日本ペンクラブ作家。ギター講師。

## 略歴
2000年、福岡県大野城市役所に在職中に執筆した歴史小説『臥龍の夢～戦国孔明黒田如水』（叢文社）で文壇デビュー。
2009年、16年間勤めた市役所を依願退職し、フリーランスとして文化・芸術活動に専念。執筆活動のほか、民謡藤永会二代目家元藤永優輝氏（故人）の津軽三味線とギターの弦楽器ユニットとして主に福岡県内で活動。
2011年、歴史小説『紅蓮の炎燃え尽きるまで』でコスモス文学新人賞受賞。以降、「ロックンロール黒田官兵衛」「笑顔が紡ぐ明日」「芝居de歴史～軍師黒田官兵衛の野望と明智光秀の正義」など舞台脚本も手掛ける。
2013年～2015年、福岡市南区大橋地区のご当地アイドル「Sweep」「Dimple ripple」 の音楽及びイベントプロデューサー。
2014年、コスモス文学新人賞受賞作品に加筆・修正を加えた『真田幸村　紅蓮の炎燃え尽きるまで』（風詠社）を出版。
2015年より西日本新聞TNC文化サークルにて歴史講座講師。
2016年、西日本新聞TNC文化サークルにてギターワークショップ開催後、2017年より同サークルレギュラー講座のギター講師。
2017年～2018年福岡県春日市立ふれあい文化センター主催ギター教室講師（１年間）。
2017年より福岡県大野城市主催シニア大学「手掘り戦国史」歴史講座講師。
2023年、全国出版した『黎明の空』（郁朋社）は、「戦国最後の戦いは天草・島原の乱」という認識、の元執筆した。
2025年4月、「ＡＩ太郎とＡＩ花子が本能寺の変を激論してみた」（電子書籍）を出版。